# Heteroteuthis hawaiiensis
Heteroteuthis hawaiiensis е вид главоного от семейство Sepiolidae.

## Разпространение и местообитание
Този вид е разпространен в Австралия (Западна Австралия и Южна Австралия), Индонезия, САЩ (Хавайски острови) и Япония (Бонински острови и Рюкю).
Обитава океани, морета и заливи. Среща се на дълбочина от 110 до 1350 m, при температура на водата от 1,6 до 21,6 °C и соленост 34,1 – 34,5 ‰.